# Tu viện Thánh Gioan, Nhà thần học
Tu viện Thánh Gioan nhà thần học, còn được gọi là Tu viện thánh Gioan Thần thánh (tiếng Hy Lạp hiện đại: Μονή Αγίου Ιωάννου του Θεολόγου, Moní Ayíou Ioánnou tou Theológou) là một tu viện Chính thống giáo Hy Lạp, được thành lập vào năm 1088 ở Chora trên đảo Patmos, Hy Lạp. Cùng với Hang Khải Huyền, tu viện này đã được UNESCO công nhận là Di sản thế giới. Tên của nó được đặt theo Thánh Gioan đảo Patmos.

## Lịch sử
Năm 1088, hoàng đế Byzantine Alexios I Komnenos tặng đảo Patmos cho tu sĩ-chiến sĩ John Christodoulos. Phần lớn tu viện được hoàn tất sau ba năm. Ông đã xây công sự củng cố bên ngoài vì các mối đe dọa tới từ cướp biển và Seljuk Turk.
Tu viện này là nơi lưu trữ hơn 330 bản thảo, trong đó có 267 bản thảo trên giấy da, bao gồm 82 bản thảo của Tân Ước và nhiều bài thuốc. Tính đến năm 2012, tu viện là nơi ở của 40 tu sĩ. Đây cũng là nơi lưu giữ thánh tích hộp sọ của Thánh Tôma Tông đồ.

## Bộ sưu tập

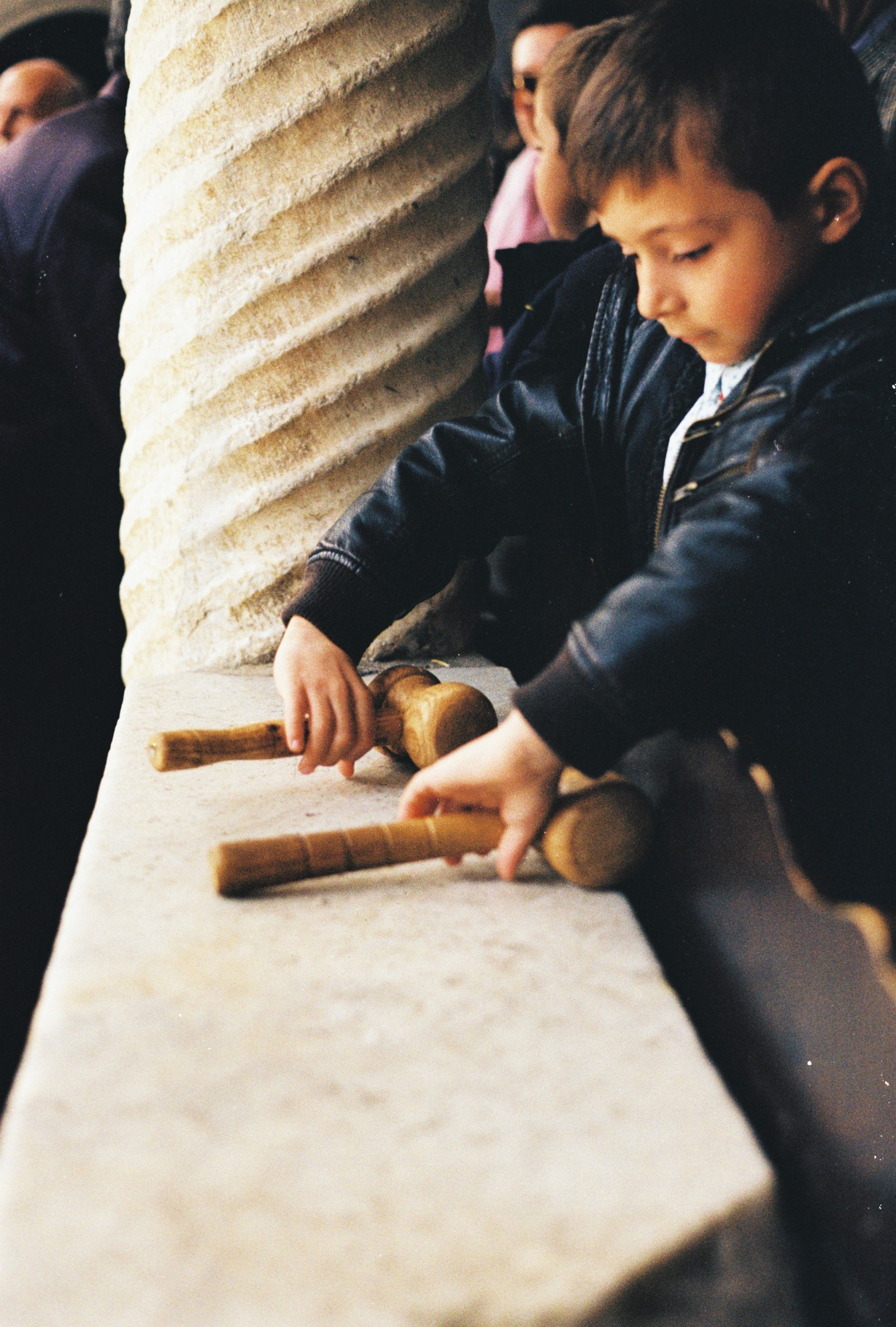
Boy at Monastery of Saint John, Patmos
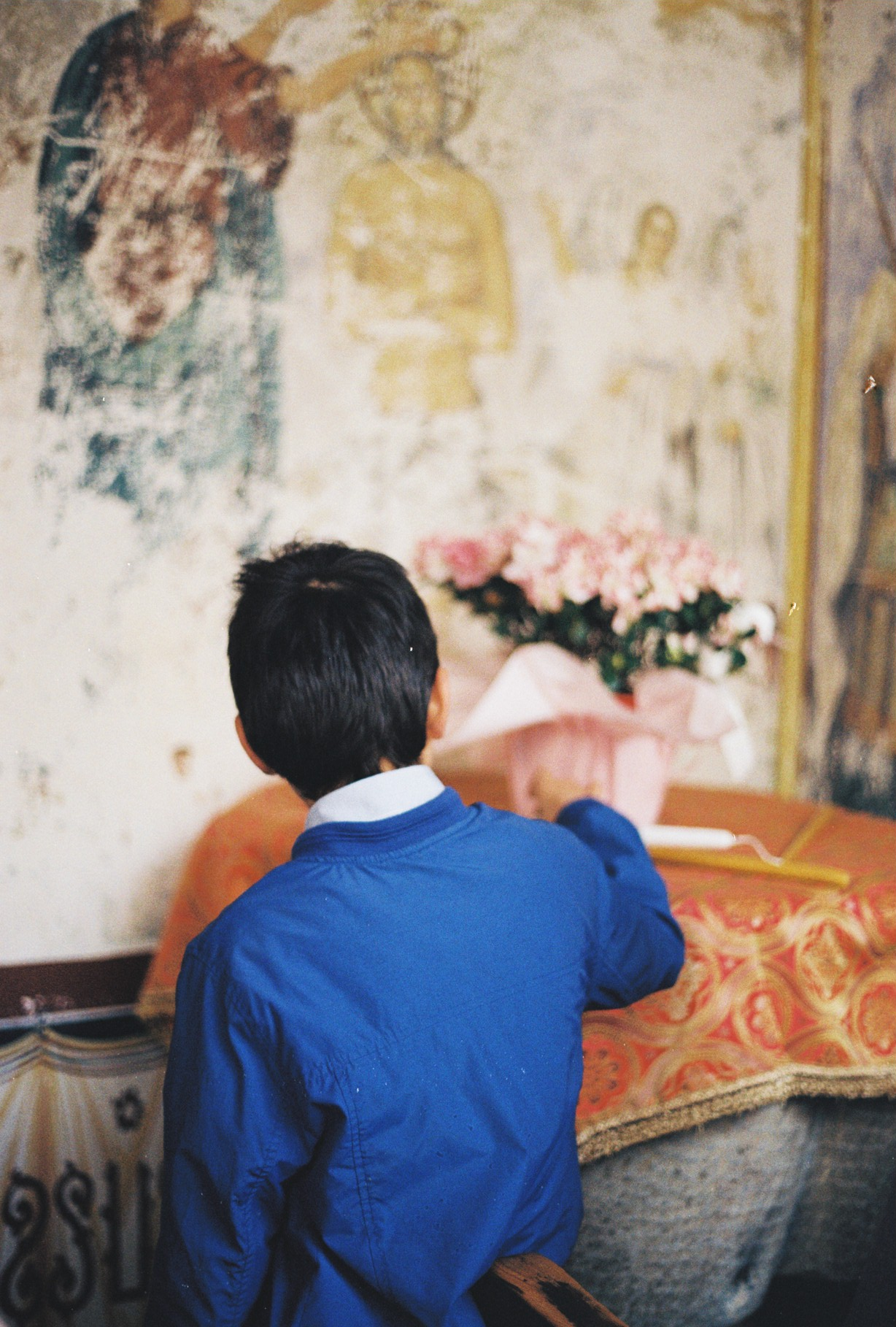
Boy in fromt of mural at Monastery of Saint John's
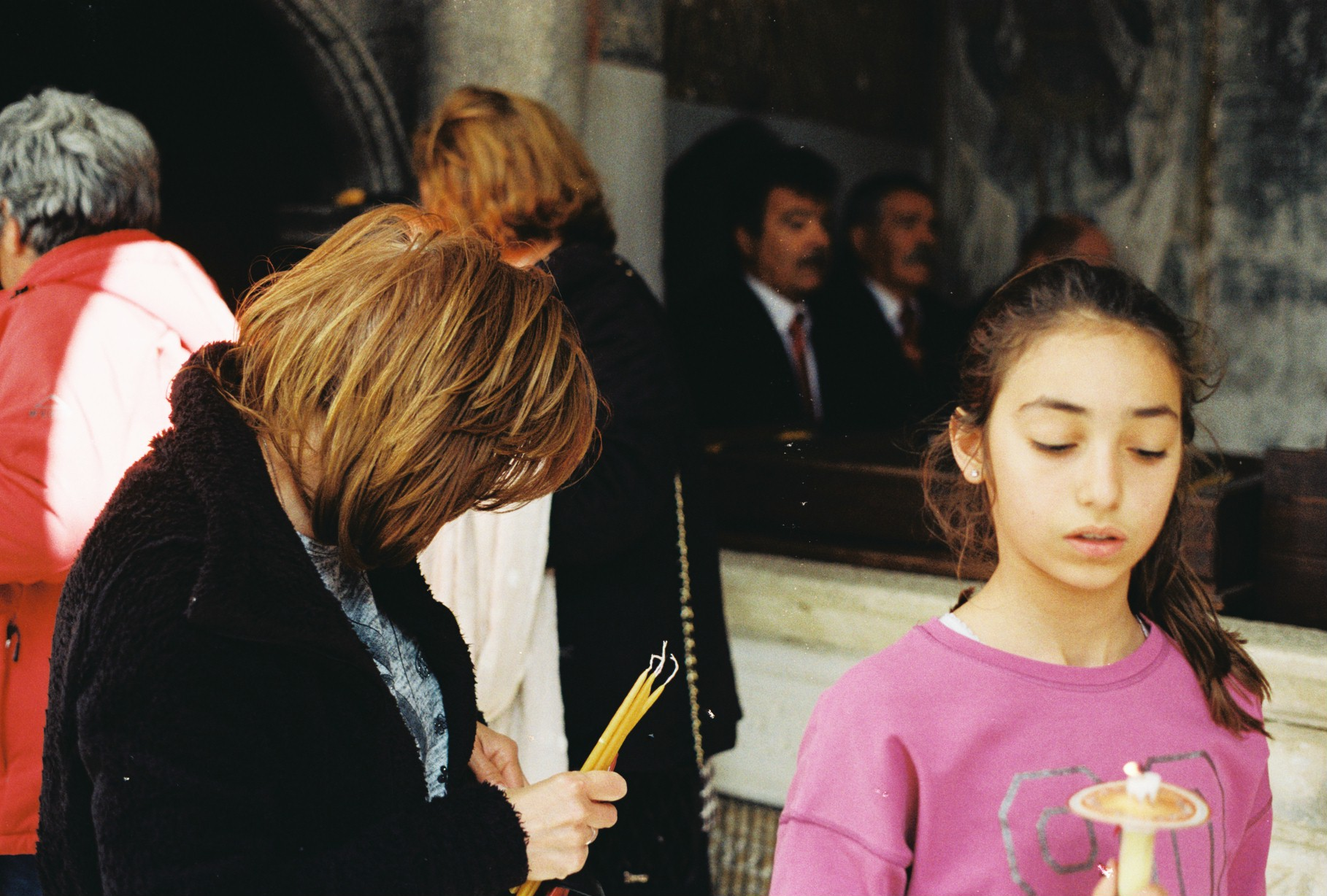
Girl and Woman at Monastery of Saint Johns, Patmos
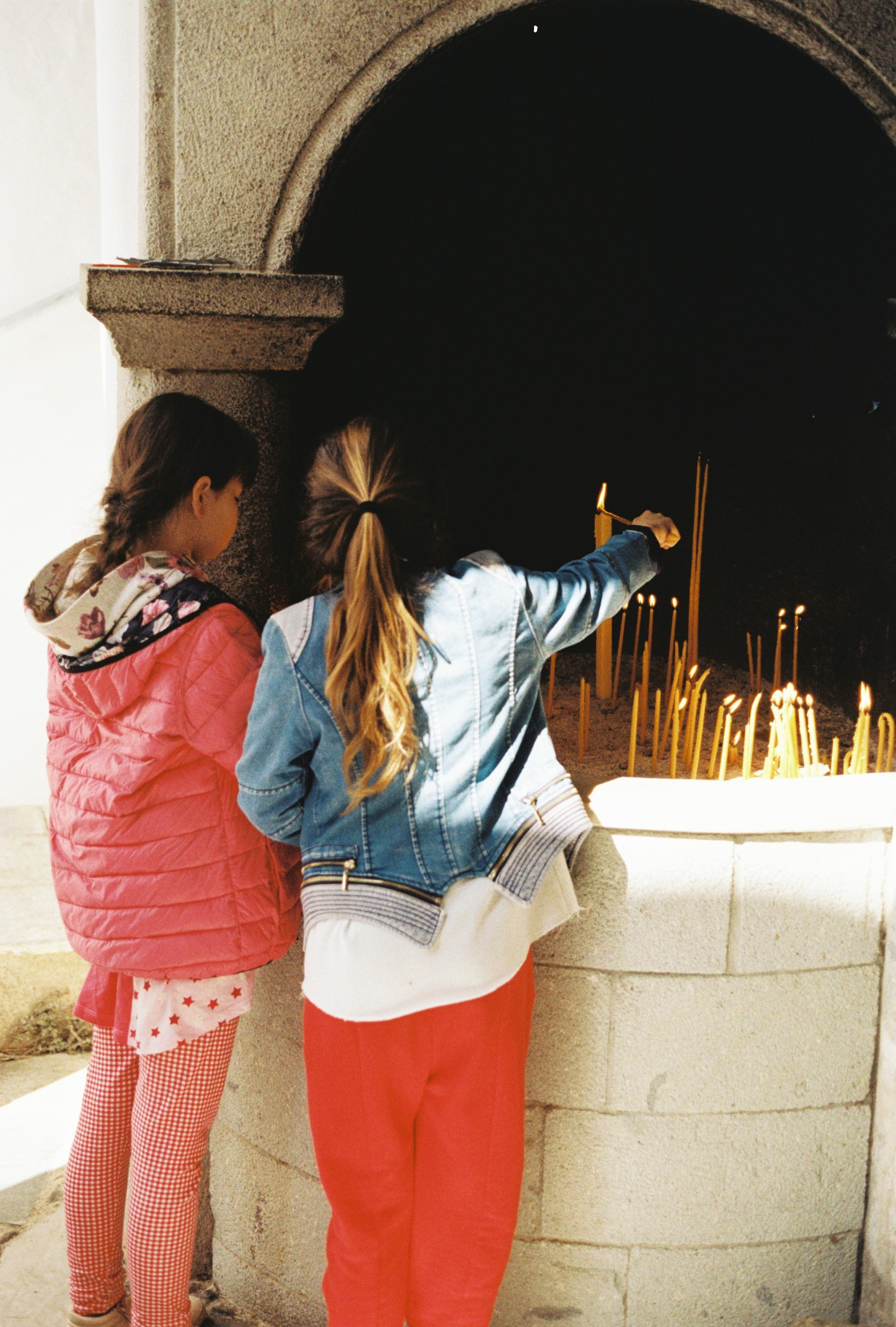
Girls lighting Candles at Monastery of Saint Johns
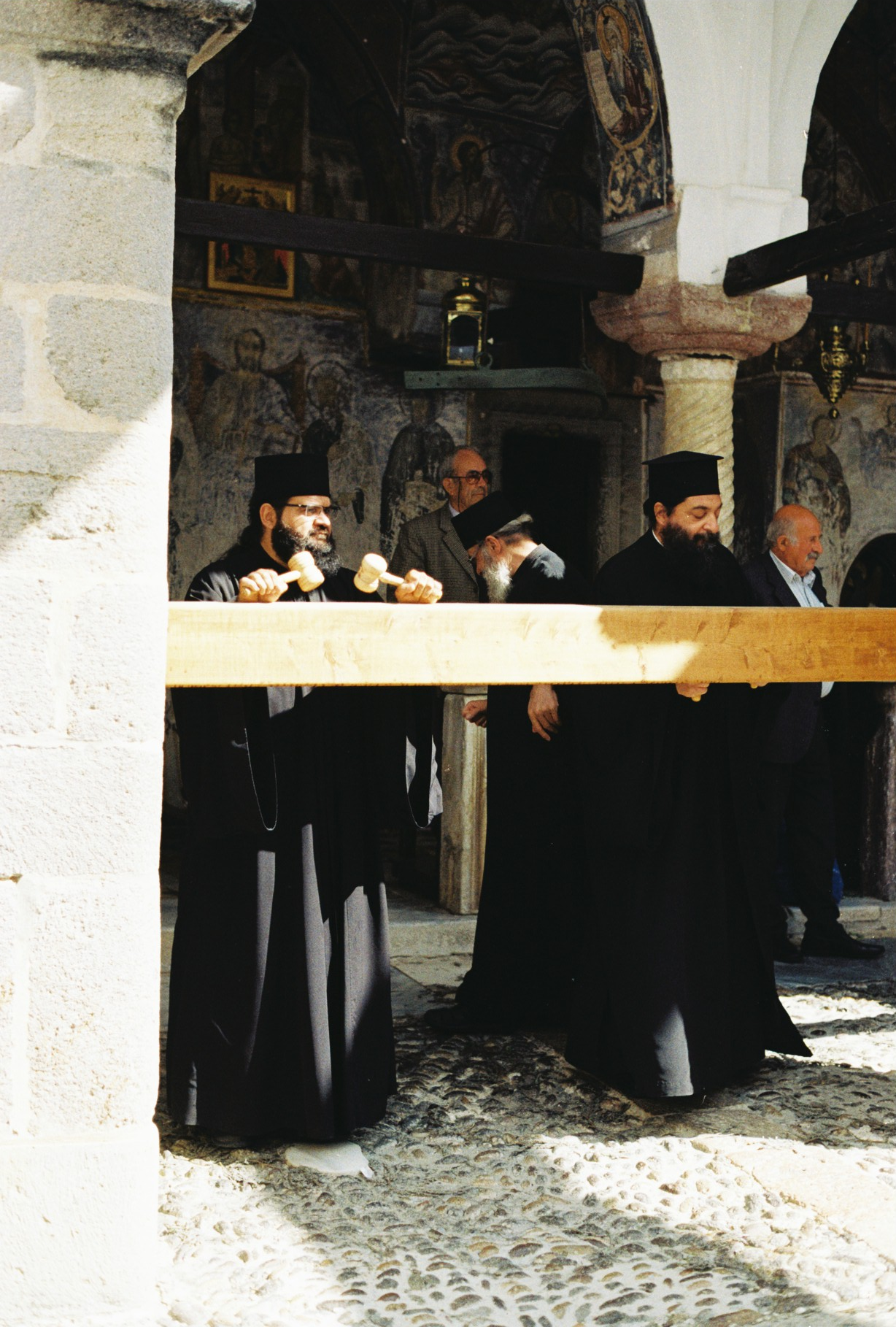
Greek orthodox Priests at Monastery of Saint John's
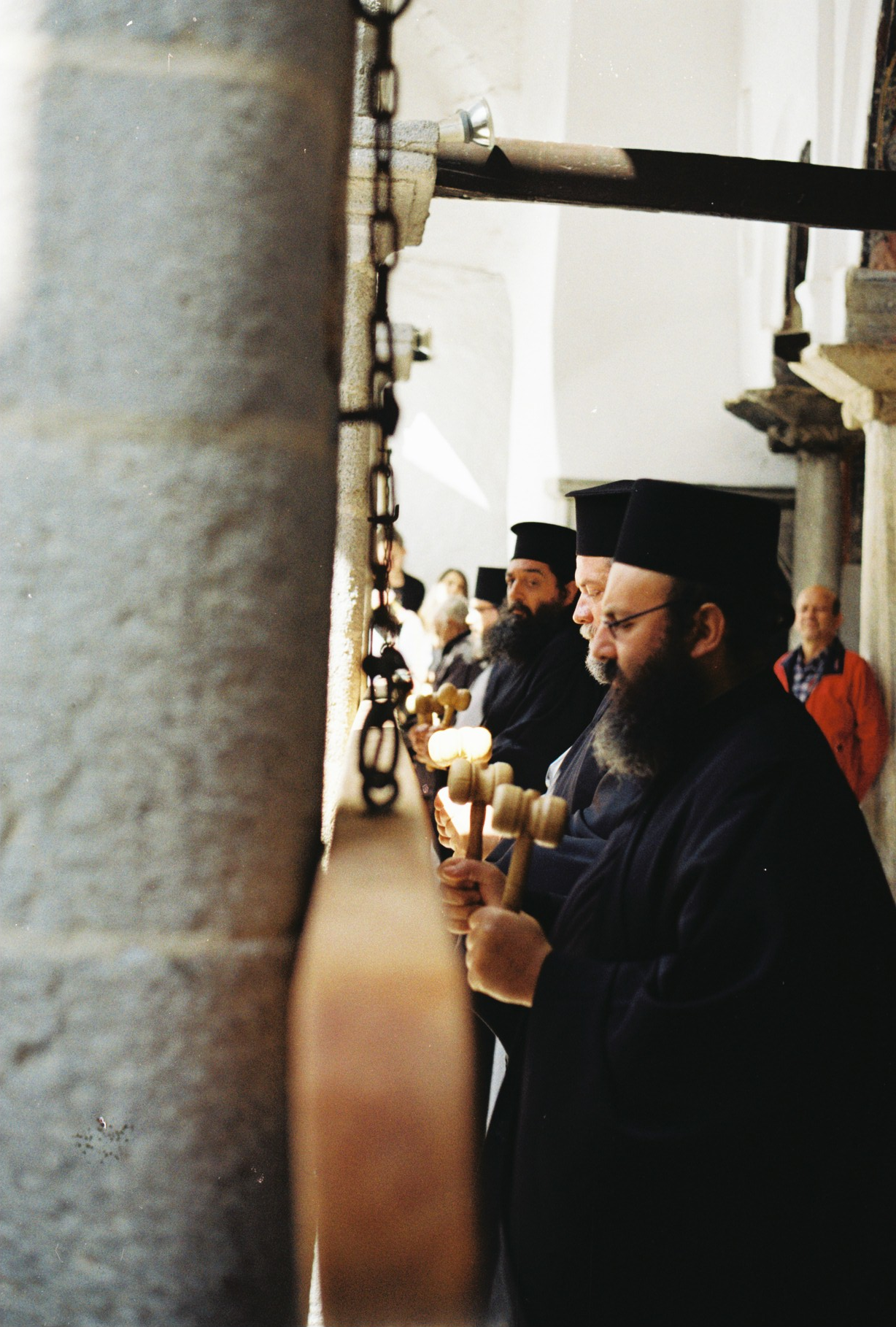
Greek orthodox Priests at Monastery of Saint John's
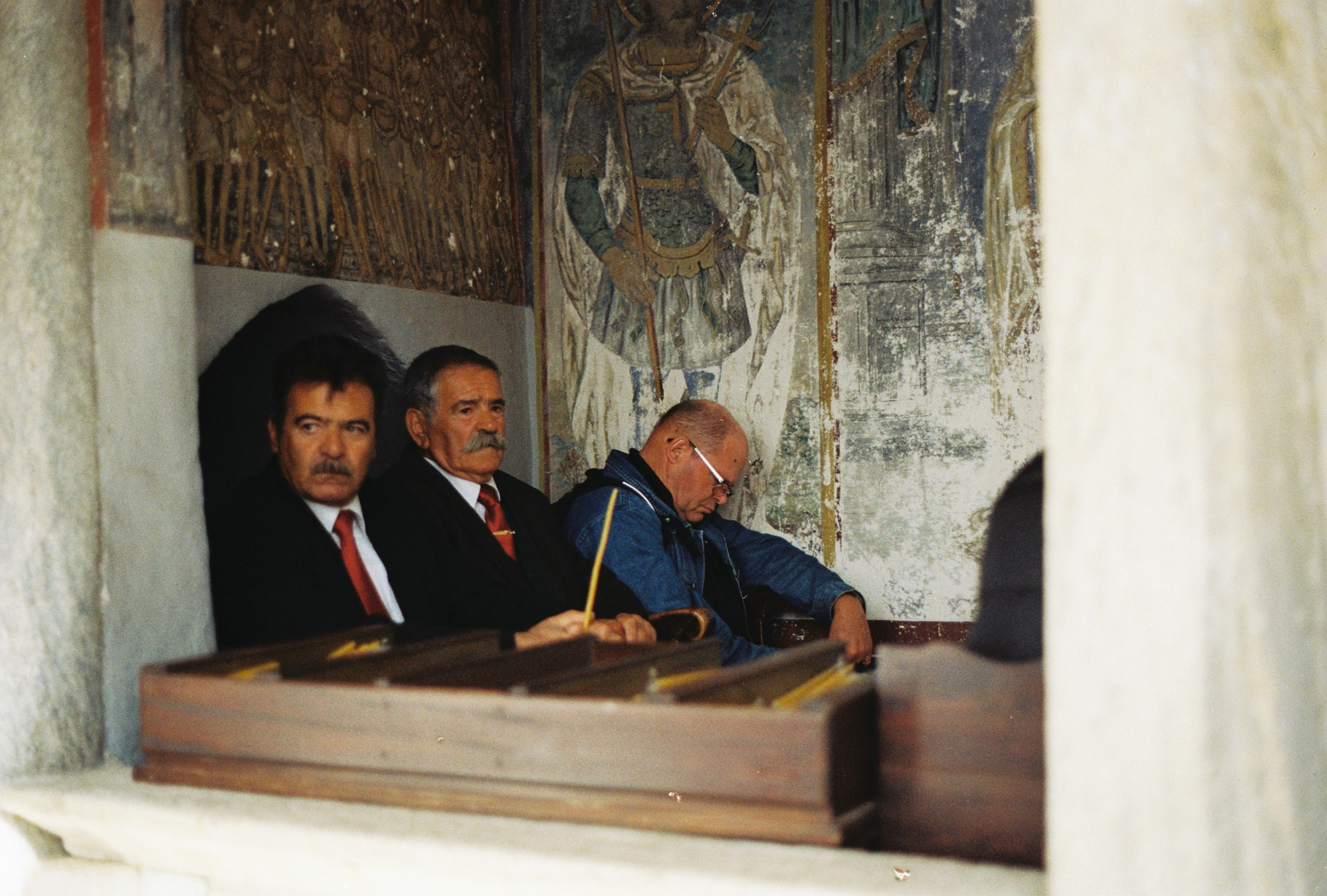
Men at Monastery of Saint John's during Easter Celebrations
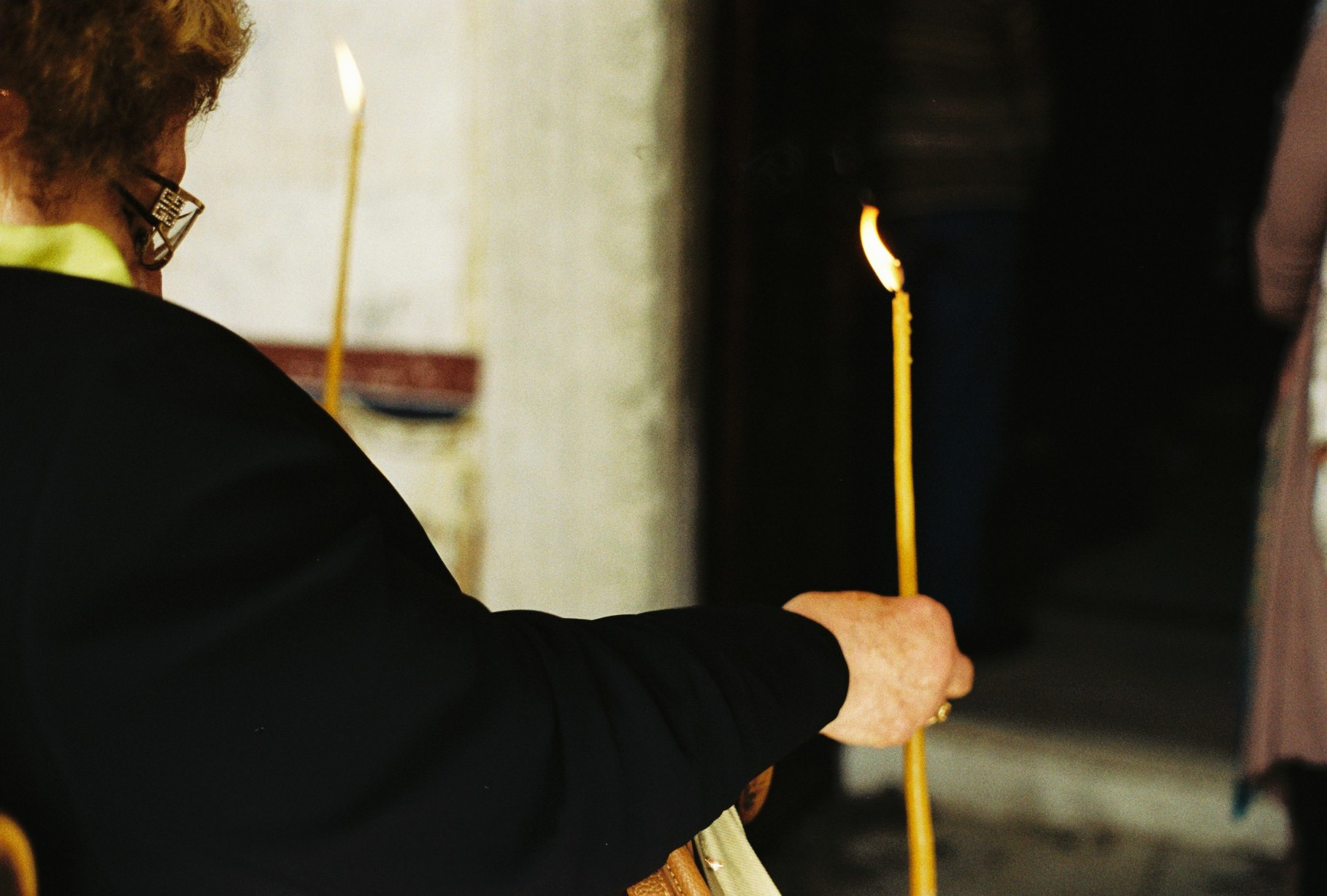
Woman with Candle at Monastery of Saint Johns during Easter Celebrations
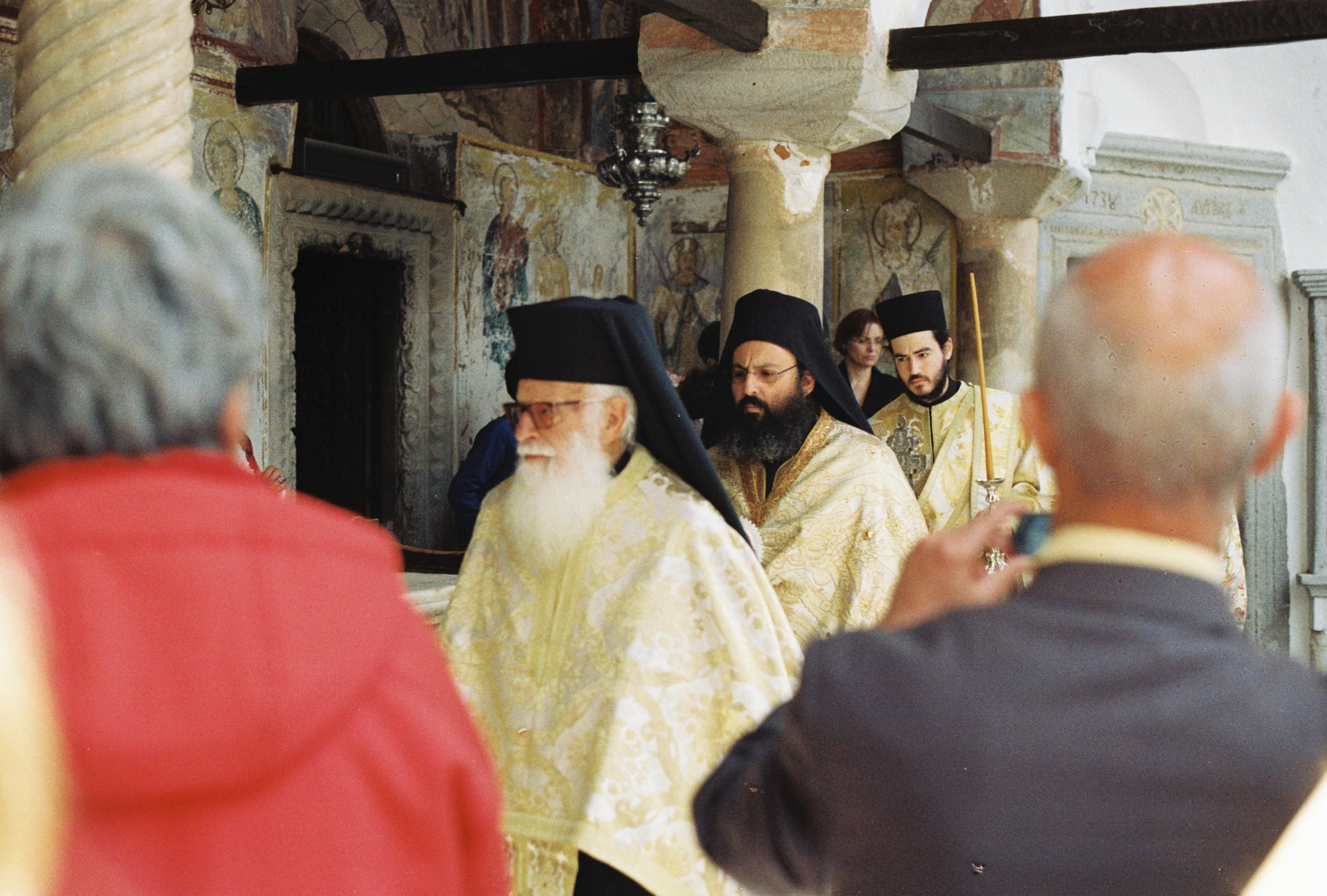
Orthodox Priests enter the Monastery of Saint Johns